# Інтифада
Інтифа́да (від араб. انتفاضة — «повстання») — термін, що використовується для опису масових протестів або повстань палестинського населення проти ізраїльської окупації. Інтіфади розглядаються як форми національно-визвольної боротьби палестинців.
Нині під словом «інтифада» найчастіше розуміють збройну боротьбу палестинських арабів проти ізраїльтян Західного берегу річки Йордан та сектору Гази (з якого Ізраїль остаточно вийшов 2005 року). Інтифада стала одним з найсуттєвіших аспектів арабо-ізраїльського конфлікту від другої половини 1980-их років та дотепер.

## Палестинська інтифада
Зазвичай розрізнюють дві палестинські інтифади: першу й другу (інтифада Аль-Акси).

### Перша інтифада
Початок першої інтифади вважається 9 грудня 1987 року. Ту інтифаду іноді також називають «війною каміння», оскільки на її початку палестинці в основному використовували проти ізраїльтян каміння та саморобну зброю. Офіційно інтифада завершилась підписанням угод в Осло (серпень 1993), в результаті яких 1994 року була створена Палестинська національна адміністрація.
За даними організації «Бецелем», за перші тринадцять місяців інтифади загинули 326 палестинців і 12 ізраїльтян. З початку інтифади й до підписання «угод в Осло» загинули 111 ізраїльтян («Бецелем») та понад 2 тисячі палестинців; з них, до 1100 — убиті ізраїльтянами і 1000 — в результаті внутрішніх конфліктів (Palestinian Human Rights Monitoring Group).

### Друга інтифада
Друга інтифада почалась у вересні 2000 року. Низка джерел вказує на те, що безпосереднім приводом для початку інтифади стало відвідання Аріелем Шароном Храмової гори в Єрусалимі, що розглядалось керівництвом Ізраїлю як легітимний акт, оскільки, за умовами мирних угод, доступ до неї було відкрито для вірян усіх релігій. У зв'язку з цим друга інтифада відома також як «інтифада аль-Акси» (за назвою мечеті, розташованої на Храмовій горі).
Інтифада почалась з масових заворушень серед палестинців, кидання каміння у бік Стіни Плачу. Ізраїльська поліція відповіла сльозогінним газом та гумовими кулями. Було поранено 25 поліцейських і 3 палестинців.
Під час боїв та сутичок другої інтифади було вбито 1450 палестинців і 525 ізраїльтян. У це число входять бойовики та цивільні особи, терористи-смертники та їхні жертви, палестинські «колабораціоністи», яких палестинські бойовики запідозрили у співпраці з Ізраїлем. Незважаючи на те, що загиблих ізраїльтян утричі менше, число цивільних жертв серед них складає 40 % від загальної кількості.

### Третя інтифада
12 грудня 2017 року палестинський рух ХАМАС заявив про початок третьої інтифади після рішення США визнати Єрусалим ізраїльською столицею. Про це повідомив прес-секретар руху Абдулатів Алкану. Він пообіцяв новий "День гніву" проти рішення Америки.

## Інтифада вІраку
Повстання шиїтів проти режиму Саддама Хусейна 1991 року має назву «інтифади Шаабанія».
2004 року радикальний шиїтський лідер Муктада ас-Садр організував повстання своїх послідовників проти американського вторгнення до Іраку, яке він назвав «іракською інтифадою».